# Поезд на Дарджилинг. Отчаянные путешественники
«Поезд на Дарджилинг. Отчаянные путешественники» (англ. The Darjeeling Limited) — американская приключенческая трагикомедия, снятая режиссёром Уэсом Андерсоном в 2007 году. Посвящена памяти Сатьяджита Рая и содержит ряд отсылок к его творчеству.

## Сюжет
Три брата: Фрэнсис, Питер и Джек, не видевшие друг друга около года с момента похорон их отца, встречаются в поезде, следующем по Индии. Поездка тщательно спланирована старшим братом Фрэнсисом: целью путешествия является посещение их матери, которая руководит монастырём. Своих братьев он, однако, не посвящает в это, говоря им, что поездка по Индии носит своей целью духовное просветление всех троих.
В ходе поездки братья переживают ряд комичных ситуаций, сталкиваются с некоторыми трудностями, а также устраняют имеющиеся между ними противоречия.

## В ролях
| Актёр             | Роль                    |
| ----------------- | ----------------------- |
| Оуэн Уилсон       | Фрэнсис                 |
| Эдриен Броуди     | Питер                   |
| Джейсон Шварцман  | Джек                    |
| Амара Каран       | Рита                    |
| Уоллас Володарски | Брендан                 |
| Варис Ахлувалия   | главный проводник       |
| Ирфан Хан         | отец погибшего мальчика |
| Камилла Рутерфорд | Элис                    |
| Анжелика Хьюстон  | Патриция                |
| Билл Мюррэй       | бизнесмен               |
| Натали Портман    | бывшая подруга Джека    |